# カズオ・マツモト
カズオ・マツモト（Cazuo Matsumoto、1985年8月2日 - ）は、ブラジル・サンパウロ出身の卓球選手。2016年リオデジャネイロオリンピックに出場。